# Кардонийская рулетка
«Кардонийская рулетка» — роман российского фантаста Вадима Панова, написанный в жанре стимпанк. Входит в цикл «Герметикон».

## Сюжет
Исследователь, бамбальеро и адиген из рода даров Помпилио дер даген Тур вернулся с Ахадира покалеченным морально и физически через полтора года после событий первой части цикла. Прикованного к инвалидному креслу и потерявшего интерес к жизни мессера лингийские дары отправляют на Кардонийскую техническую выставку — оценить передовое вооружение, попытаться завербовать гения-инженера Павла Гатова и предотвратить гражданскую войну на планете. Но одновременно с этим, показана деятельность террориста и убийцы по прозвищу "Огнедел", который как раз и должен создать повод для начала войны на Кардонии между континентальной Приотой и островным Ушером. Ситуация осложнена тем, что за Огнеделом стоит кто-то очень влиятельный...

## Создание
Первое упоминание о третьей книге цикла появилось в июне 2012 года. Изначально планировалось, что книга станет последней в цикле, однако в марте 2013 появилась следующая книга цикла — Кардонийская петля. Презентована книга была на «Фантастической субботе ВВЦ» 8 сентября 2012 года

## Критика
Критики хорошо оценили роман — так, «Мир Фантастики» поставил ему девять баллов из десяти, отметив проработку второстепенных персонажей и интригу сюжета, отмечая, однако, схожесть с самым первым романом серии, «Последним адмиралом Заграты».

## Интересные факты
Обе предыдущие книги оканчивались ситуацией, предполагающей смерть главного героя. Подобные концовки вызвали споры среди читателей, выживет ли дер Даген Тур ещё раз и стали одним из символов серии.